# Governo Gavrilița
Il Governo Gavrilița è stato il governo della Moldavia in carica dal 6 agosto 2021 al 16 febbraio 2023, a seguito delle elezioni parlamentari vinte dal partito filo-europeo Partito di Azione e Solidarietà. È stato presieduto da Natalia Gavrilița, il terzo capo di governo donna nella storia moldava.
Si trattava di un governo pressoché monocolore (per quanto con una buona dose di indipendenti), visto che deteneva una maggioranza parlamentare di 63 seggi su 101 al Parlamento della Moldavia.

## Situazione parlamentare
| Camera                    | Collocazione | Partiti            | Seggi    |
| ------------------------- | ------------ | ------------------ | -------- |
| Parlamento della Moldavia | Maggioranza  | PAS (63)           | 63 / 101 |
| Parlamento della Moldavia | Opposizione  | BECS (32), ȘOR (6) | 38 / 101 |

## Formazione
Precedentemente proposta come Primo ministro dalla Presidente Maia Sandu nel febbraio 2021, è stato respinta dalla maggioranza PSRM-Șor, finché, in seguito alla vittoria del suo partito alle elezioni 2021, è stata nominata nuovamente dalla Presidente, ottenendo la fiducia parlamentare il 6 agosto.
Con la nomina di Gavrilița a capo del governo, non solo si è posto fine ad un’assenza esecutiva di sei mesi nel paese, dopo che il precedente Governo ad interim si era dimesso nel dicembre 2020, ma per la prima volta l'intero ramo esecutivo della Repubblica è diventato guidato da donne.

## Dimissioni
Gavrilița si è dimessa insieme all’intero Governo il 10 febbraio 2023, ponendo come motivazione 
la mancanza di sostegno per l'attuazione delle riforme che aveva proposto, nonché di pressioni più o meno intense sull’esecutivo.

## Composizione

### Particolarità
Il Governo era composto da tredici ministri, di cui tre donne, ed un membro ex-officio.
Solitamente, i ministeri del governo sono stati nove, tuttavia, in questo caso, i ministeri di Salute, Lavoro e Protezione Sociale, Istruzione, Cultura, Trasporti e Sviluppo Regionale e Infrastrutture, le cui competenze erano unite ad altri dicasteri, sono stati istituiti come ministeri separati. Inoltre, è stato ricreato il Ministero dell'Ambiente.
Degno di nota è anche l’appartenenza al Governo del Başkan (Governatore) della Gagauzia, ufficializzata tramite decreto della Presidenza sin dal 1995. Questi è eletto a suffragio universale, uguale, diretto, segreto e libero su base alternativa per un mandato di 4 anni. La stessa persona può essere governatore per non più di due mandati consecutivi.

### Membri
Partito di Azione e Solidarietà (PAS)
     Indipendenti
| Carica                                                            | Titolare                                                   | Titolare | Titolare                                                        | Partito      |
| ----------------------------------------------------------------- | ---------------------------------------------------------- | -------- | --------------------------------------------------------------- | ------------ |
| Primo Ministro                                                    |                                                            |          | Natalia Gavrilița                                               | PAS          |
| Primo Vice Primo Ministro Infrastrutture e Sviluppo Regionale     |                                                            |          | Andrei Spînu                                                    | PAS          |
| Secondo Vice Primo Ministro Affari esteri ed Integrazione europea |                                                            |          | Nicu Popescu                                                    | Indipendente |
| Terzo Vice Primo Ministro (per la reintegrazione)                 |                                                            |          | Vladislav Kulminski (fino al 5 novembre 2021)                   | Indipendente |
| Terzo Vice Primo Ministro (per la reintegrazione)                 | Posizione Vacante (dal 5 novembre 2021 al 19 gennaio 2022) |          |                                                                 |              |
| Terzo Vice Primo Ministro (per la reintegrazione)                 |                                                            |          | Oleg Serebrian (dal 19 gennaio 2022)                            | Indipendente |
| Quarto Vice Primo Ministro (per la digitalizzazione)              |                                                            |          | Iurie Țurcanu                                                   | Indipendente |
| Giustizia                                                         |                                                            |          | Sergiu Litvinenco                                               | PAS          |
| Salute                                                            |                                                            |          | Ala Nemerenco                                                   | Indipendente |
| Difesa                                                            |                                                            |          | Anatolie Nosatîi                                                | Indipendente |
| Affari interni                                                    |                                                            |          | Ana Revenco                                                     | Indipendente |
| Istruzione e Ricerca                                              |                                                            |          | Anatolie Topală                                                 | Indipendente |
| Economia                                                          |                                                            |          | Sergiu Gaibu (fino al 16 novembre 2022)                         | Indipendente |
| Economia                                                          |                                                            |          | Dumitru Alaiba (dal 16 novembre 2022)                           | Indipendente |
| Finanze                                                           |                                                            |          | Dumitru Budianschi                                              | PAS          |
| Ambiente                                                          |                                                            |          | Iuliana Cantaragiu (fino all’8 settembre 2022)                  | PAS          |
| Ambiente                                                          | Posizione Vacante (dall’8 settembre al 7 ottobre 2022)     |          |                                                                 |              |
| Ambiente                                                          |                                                            |          | Vladimir Bolea (ad interim) (dal 7 ottobre al 16 novembre 2022) | PAS          |
| Ambiente                                                          |                                                            |          | Iordanca-Rodica Iordanov (dal 16 novembre 2022)                 | PAS          |
| Cultura                                                           |                                                            |          | Sergiu Prodan                                                   | Indipendente |
| Lavoro e Protezione sociale                                       |                                                            |          | Marcel Spatari (fino al 9 gennaio 2023)                         | Indipendente |
| Lavoro e Protezione sociale                                       |                                                            |          | Alexei Buzu (dal 9 gennaio 2023)                                | Indipendente |
| Agricoltura ed Industria Alimentare                               |                                                            |          | Viorel Gherciu (fino all’8 luglio 2022)                         | Indipendente |
| Agricoltura ed Industria Alimentare                               |                                                            |          | Vladimir Bolea (dall’8 luglio 2022)                             | PAS          |
| Membro ex-officio                                                 |                                                            |          |                                                                 |              |
| Governatore della Gagauzia                                        |                                                            |          | Irina Vlah                                                      | Indipendente |